# Les Hautes Herbes
Les Hautes Herbes est une mini-série française en trois épisodes d'environ 50 minutes créée et réalisée par Jérôme Bonnell diffusée le 6 janvier 2022 sur la chaîne de télévision franco-allemande Arte,.

## Synopsis
Dans une petite ville d'Indre-et-Loire, Lucille recueille Jules, un enfant de 10 ans, dont la mère est dans le coma après un accident de scooter. Elle est mariée à Glenn, qui a démissionné de la gendarmerie après la mort de son père.
Ève, la mère de Lucille, fait la connaissance de Mounir, un saisonnier travaillant dans une ferme voisine. Celui-ci disparaît quelques jours plus tard en laissant des affaires personnelles dans son logement. Ève considère que sa disparition est inquiétante, mais personne ne partage son avis. Elle contacte Maud, la garde champêtre, qui accepte de lui révéler les informations dont elle sera amenée à prendre connaissance. Ève apprend qu'Adrienne Belhomert fréquentait Mounir qu'elle n'a plus revu.
Les habitants sont surtout préoccupés par la fermeture d'une entreprise qui mènera au chômage beaucoup d'entre eux, qui manifestent. Les agriculteurs ont également des difficultés, en particulier la famille Belhomert contrainte de céder ses terres pour éponger ses dettes. La tension sociale est croissante. C'est à la suite d'une nouvelle disparition, celle de Cyril Belhomert, que la gendarmerie commence à enquêter sérieusement.

## Distribution
- Emmanuelle Devos : Ève Merrieu
- Louise Chevillotte : Lucille
- Jonathan Couzinié : Glenn
- India Hair : Maud Lefort
- Antonin Chaussoy : Jules
- Raphaël Acloque : Mounir Sefraoui
- Lazare Gousseau : Ambroise
- Coline Béal : Adrienne Belhomert
- Clément Bertani : Cyril Belhomert
- Quentin Bardou : Raoul Belhomert

## Fiche technique
- Réalisation : Jérôme Bonnell
- Scénario : Jérôme Bonnell
- Production :
  - ARTE F
  - Image & Compagnie
  - MakingProd
- Productrice : Nicole Collet
- Images : Pascal Lagriffoul
- Montage : Julie Dupré
- Musique : David Sztanke
- Costumes : Bethsabée Dreyfus
- Décors : Antoine Maron
- Pays : France
- Année : 2021

## Tournage
Le tournage a lieu à Tours et dans sa périphérie du 5 août au 18 septembre 2020.

## Accueil
« Minisérie originale, étrange et intrigante, Les Hautes Herbes mêle habilement thriller, drame intimiste et récit initiatique relevé par une touche de comédie » d'après Pierre Langlais dans Télérama qui « aime beaucoup ». « Le cinéaste Jérôme Bonnell s’essaie à la série avec un polar rural attachant filmé à travers les yeux d’un enfant. » considère Audrey Fournier dans Le Monde.